# Ludwig Würkert

Ludwig Würkert

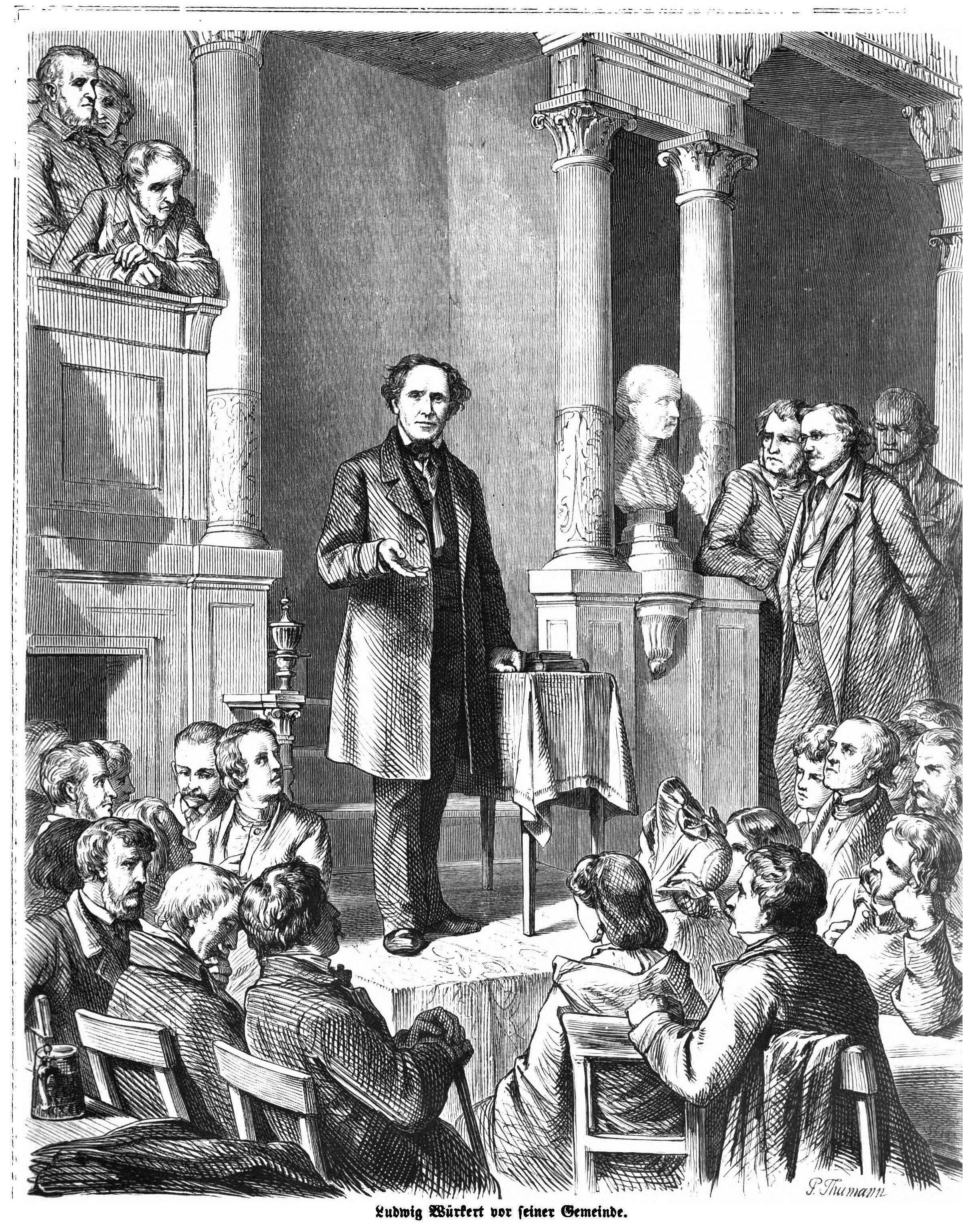
Ludwig Würkert vor seiner Gemeinde. Aus: Die Gartenlaube, 1864, S. 69

Friedrich Ludwig Würkert (* 16. Dezember 1800 in Leisnig; † 10. Januar 1876 ebenda) war ein evangelischer Pfarrer, Schriftsteller und Revolutionär.

## Leben
Er war der Sohn eines Krempelmaschinenfabrikanten. Nach dem Besuch des Fürstenschule Grimma vom 21. September 1814 – 14. September 1819 studierte er an der Universität Leipzig und in Dresden Theologie. 1824 wurde er Diakon in Mittweida. Am 1. Juli 1843 wurde er Hauptpfarrer in Zschopau. Daneben wirkte er als Schriftsteller. In der Revolution 1848/49 übernahm er den Vorsitz im politischen Volksverein in Zschopau, der sich dem revolutionären Vaterlandsverein anschloss. Am 4. Mai 1849 im Zusammenhang mit der Reichsverfassungskampagne hielt Würkert eine flammende Rede auf einer Volksversammlung in Zschopau, in deren Anschluss die Sturmglocken von Kirche und Rathaus läuteten. Danach rückten 94 Männer nach Dresden aus, um die dortige Provisorische Regierung im Dresdner Maiaufstand zu unterstützen.
Nach der Zerschlagung des Aufstandes wurde Würkert am 13. Mai 1849 von preußischen Truppen verhaftet und im Jagdschloss Augustusburg inhaftiert. 1851 verurteilte man ihn zu acht Jahren Zuchthaus in Waldheim. Nach der Begnadigung 1855 kehrte er nach Zschopau zurück, wo er sich nunmehr nur noch der schriftstellerischen Tätigkeit widmete. 1859 kaufte er das Hôtel de Saxe in Leipzig, in dem er einen Volkslehrsaal einrichtete und in zweiter Ehe die dortige Hotelköchin heiratete. Die Einrichtung war das Versammlungslokal des Arbeiterbildungsvereins Vorwärts, der unter anderem für die Gründung des Allgemeinen Deutschen Arbeitervereins von Bedeutung war. Der Saal war später auch Tagungsort der entstehenden Gewerkschaftsbewegung. Er hatte auch einen Platz am Leipziger Verbrechertisch, der sich im Lokal Zur Guten Quelle am Brühl befand. Ab 1864 betätigte er sich als freireligiöser Prediger in Hanau, ab 1871 als Redakteur in Leisnig.
Der mit Franz Mehring, Alfred Brehm und Emil Adolf Roßmäßler befreundete Würkert gab in Leipzig mehrere Zeitschriften heraus. Aufgrund eines in seiner Zeitschrift Freie Glocken abgedruckten anstößigen Gedichtes sollte er erneut eine Haftstrafe antreten. Einen Tag vor Haftantritt starb der 75-Jährige in seiner Heimatstadt, wohin er zurückgekehrt war.
Nach Würkert wurden Straßen in Leipzig, Zschopau und Augustusburg benannt.

## Werke
- Volksbuch der Deutschen, Leipzig ca. 1838 (Digitalisat in der Digitalen Bibliothek Mecklenburg-Vorpommern)